# Babíe tsarstvo
Babíe tsarstvo (rus: Бабье царство, Món de dones) és una pel·lícula bèl·lica soviètica del 1967 dirigida per Aleksei Saltíkov. La pel·lícula va ser un èxit de taquilla a la URSS el 1968, la quarta més vista amb 49,6 milions d'espectadors.

## Trama
La pel·lícula tracta d'una senzilla grangera de kolkhoz, que dirigeix les dones del poble durant la guerra i l'horror de l'ocupació nazi que la priva del seu fill, del seu marit i de la seva llar ...

## Repartiment
- Rimma Markova - Nadejda Petrovna
- Nina Sazonova - Anna Sergeevna
- Alexandra Dorokhin - Marina, esposa de Jean
- Svetlana Sukhovei - Duniaixa Noskova
- Valentina Stolbova - Sofia, esposa de Basil
- Svetlana Zhgun - Nàstia
- Vitaly Solomin - Kòstia Lubentsov
- Aleksei Krychenkov - Kòlia, fill de Nadejda Petrovna
- Aleksandr Grave - amo del magatzem
- Fíodor Odinokov - Vassili Petritxenko
- Ièfim Kopelían - Comandant Nazi Caspar

## Premis
- VKF (Festival de Cinema de Tota la Unió)
  - 1970 — Diploma i premi a la millor actriu (Rimma Markova)[2]
- Festival Internacional de Cinema de Sant Sebastià 1968
  - 1968 — Diploma Especial a la Millor Actriu (Rimma Markova)[3]